# 上尾市
上尾市（あげおし）は、埼玉県の中東部の県央地域に位置する市。
人口は約23万人であり、草加市に次いで県内7位の推計人口を有する。1958年（昭和33年）市制施行。

## 地理

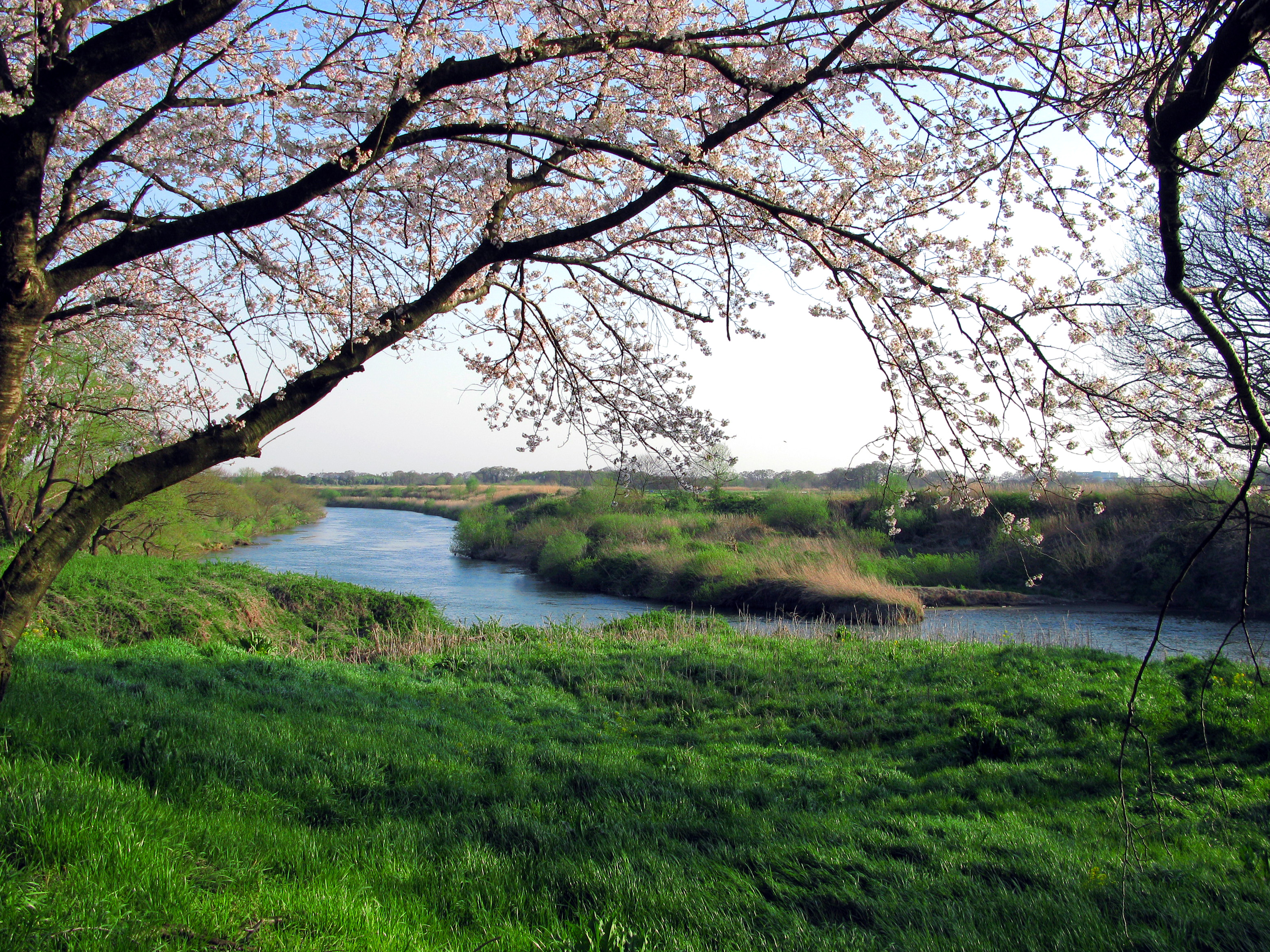
荒川（榎本牧場付近、2011年4月）

関東平野の中、埼玉県の中心より少し東にずれた中央地域（県央地域）の場所にあり、市内は概ね平坦で山はない。面積は45.51平方キロメートル、広袤は東西10.48 km、南北9.32 kmである。寛永年間に河道付け替えが行われた荒川の左岸に一部接している。中心部は大宮台地浦和大宮支台の付け根、西側は指扇支台に位置するが、荒川沿いの低地（約9 m）と比べてもわずかに高い程度（概ね13〜15 m）である。市域の最高点は、北西部に位置する当市と桶川市の境界付近（井戸木二丁目32番地）の約21.5 m。また、市域の最低点は西部に位置する荒川と江川の合流点付近（大字領家地内）の河原の約2.7 m。
台地の中を鴨川、芝川が流れる。東では綾瀬川が蓮田市と支流の原市沼川が平塚付近から北足立郡伊奈町との境界をなし、北西では荒川支流の江川が藤波付近から桶川市との境界となっている。また、中央構造線が上尾中央総合病院と上尾駅の真下を通っており、中央構造線に関連する綾瀬川断層が存在する。
江戸時代に設置された旧中山道「上尾宿」を起源とする宿場町であり、明治期に日本鉄道の駅として上尾駅が開業、昭和期に国道17号が南北に開通、以後沿線に市街地が拡大していった。また、昭和40年代には住宅難に対応して4団地（原市団地・尾山台団地・西上尾第一団地・西上尾第二団地）が相次いで建設された。平成期に入ると国道17号のバイパスとして上尾道路が開通した。
かつては農業が主産業であり、稲作のほか各種野菜の栽培がなされていた。市域における農地は減少傾向にあるが、梨・ブドウ・キウイなどのほか、トマト・キュウリ・ホウレンソウなど多様な品目が生産されている。特にキウイの生産量は埼玉県ではトップである。また、現在はサービス業が盛んであり、市内の事業所数及び従業員数のそれぞれ8割及び7割を占めている。工業は事業所数は少ないものの各々が大規模であり、従業員数は2割を占めており、現在は減少傾向にあるものの出荷額は埼玉県内上位を堅持している。中でも輸送用機械器具の製造等が盛んであり、UDトラックスの本社及び工場、ブリヂストンサイクルの本社及び工場のほか、アイチコーポレーションをはじめ自動車関連の企業が多数ある。その他、三井金属鉱業の工場・研究所や市北西部には上尾道路沿いに「上尾領家工業団地」として多数の工場が立地している。商店街は、大型ショッピングモールの進出と経営者の高齢化により低迷している。
- 河川 - 荒川、芝川、鴨川、綾瀬川、原市沼川、江川、浅間川、上尾中堀川、丸山都市下水路、指扇辻川[2]

### 隣接している自治体・行政区
- さいたま市（西区、北区、見沼区）
- 川越市
- 桶川市
- 蓮田市
- 北足立郡：伊奈町
- 比企郡：川島町

市制施行前は岩槻市（現・さいたま市岩槻区）とも隣接していた。2023年現在の蓮田市大字馬込に当たる。

## 歴史

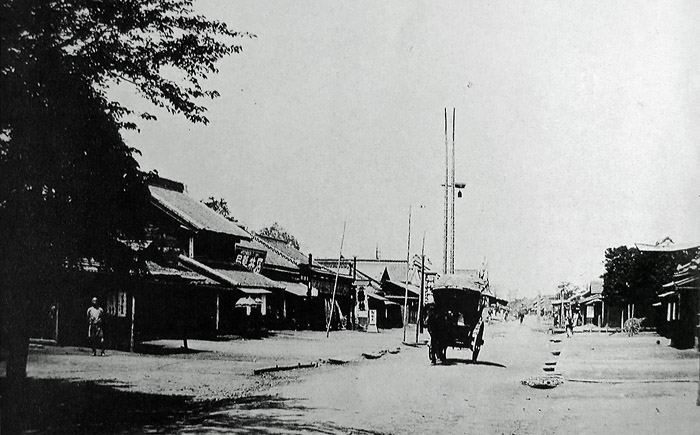
原市の町並みと乗合馬車（明治末期）

当市域は中世まで農村地帯であったが用水の確保が困難なため、水田よりも麦などの畑作が行われていた。江戸時代に中山道整備の一環として上尾宿が置かれると、人口約1000人の宿場町ができた。上尾宿は街道沿いの宿場の中では規模が小さかった。この頃は水運が貨物輸送で有利だったため、江戸との運輸交通は荒川を利用した船が中心であり、船着場のあった平方が上尾宿より賑わい、人口も約1300人あった。
また、戦国時代から町ができていた原市も中山道の脇往還として機能していた。「原市」の由来は、中世末期に原村といわれていた吉野原村（2023年現在のさいたま市北区吉野町）から「宿」の部分が分離して「原宿」の名が生じ、後に月に2回の「市」が立った。この地域は天領・旗本領・寺社領・近隣の大名の所領が入り組んでいたが、江戸時代後期には上尾宿のための輸送負担を負う助郷としてまとまりが生まれてきた。
1883年（明治16年）に日本初の私鉄日本鉄道が開通し上尾駅が開業したことから、上尾町周辺が発展し始めた。一方、平方は荒川水運の衰退に伴って町としては停滞し、原市も上尾の繁栄から引き離された。後の当市を構成する町村は引き続き畑作中心の農村で、大正から1930年代までは養蚕も行われた。太平洋戦争時では上尾の地は戦争被害の対象にはならなかった。ただし当市を構成する町村全体では、大石村の畔吉地内で1945年（昭和20年）4月にB-29によるごく小規模な空爆が唯一あり、桑畑に大穴が複数開いた程度で人的被害はなかった。
1954年（昭和29年）3月には埼玉県の審議会により十ヶ町村（桶川町・加納村・川田谷村・大石村・上平村・上尾町・平方町・原市町・大谷村・伊奈村）との合併試案が示されたことにより、「上尾桶川地区町村合併研究会」が結成され、十ヶ町村合併を目標に合併を模索、同年度には合併後のほぼ中心地となる2023年現在の緑丘付近に新町役場の用地も取得した。しかし桶川町は歴史的理由および経済の中心地が上尾に移行することなどを危惧して合併に反対し東に隣接する加納村もそれに同調、桶川町は代替案に五ヶ町村（桶川町・加納村・川田谷村・大石村・上平村）合併を提示したが、大石村および上平村は村が分裂する恐れから十ヶ町村合併を支持した。桶川町、加納村は8月21日に十ヶ町村の合併試案に賛成し難い旨を示した後脱退、十ヶ町村合併はあえなく立ち消えとなった。同年9月に六ヶ町村（上尾町・大石村・大谷村・上平村・原市町・平方町）との合併に仕切り直し、同年12月7日六ヶ町村合併を議決した。この六ヶ町村合併も一筋縄ではいかず、桶川に近い大石地区と上平地区では上尾派と桶川派が激しく対立、同年12月14日の埼玉県庁五階議場で開かれた県町村合併審議会では両派陳情団がつかみ合いの乱闘となる混乱を見せ、桶川への編入を渇望して分町運動やそれに並行して反分町派である上尾派の動きがさらに活発化、特に事実上桶川の一部となっていた大石地区の井戸木では両派が衝突し、暴行傷害事件にまで発展し警察沙汰となるなど遺恨を残した。六ヶ町村のひとつの原市町も1954年（昭和29年）5月20日に大宮市への合併を申し入れていた時期があった。なお、六ヶ町村合併から外れた二村のひとつの川田谷村は1955年（昭和30年）1月27日の住民投票により桶川町との合併を議決し翌年3月10日に桶川町と合併、もう一つの伊奈村は合併には消極的であったが、市制施行後の1957年（昭和32年）3月に当市と伊奈町合併の知事勧告が出されたことにより1959年（昭和34年）10月に当市と編入合併が審議され、「協定書」も締結されたが、伊奈村の臨時村会で僅差で否決された。
20世紀後半には東京郊外の住宅地として発展し、1960年代からは条例を制定して積極的な工場誘致により工場も増えた。同時期に建設が始まった日本住宅公団（現：都市再生機構）の西上尾第一団地・同第二団地は埼玉県内有数の規模である。原市にも原市団地・尾山台団地が建設され、1960年から1980年までに人口は4倍へ増加した。人口の増加に伴い住宅都市としての性格が顕著となり、公園などの憩いの場や万一の災害時の避難地としての空間を要望する声が高まった。こうした背景から市の都市公園第一号である上尾公園を皮切りに、上尾丸山公園などの大規模な総合公園や街区公園などを次々と整備した。
中山道の通る高崎線東側に比べ西側は発展が遅れていたが、急速な宅地開発によって市街地は拡大し、子育て世代の若年人口が継続して流入した。最寄り駅（上尾駅）からバスで約20分という、田園地帯に建設された西上尾第一団地・第二団地にまで市街地が達し、2023年現在も土地区画整理事業や宅地造成が進められている。

### 略史
- 1868年（慶応4年）6月19日 - 武蔵知県事・山田政則（忍藩士）の管轄となる。
- 1869年（明治2年）
  - 1月28日 (旧暦) - 武蔵知県事・宮原忠英の管轄区域をもって大宮県が発足（県庁は東京府日本橋馬喰町）。
  - 9月29日 (旧暦) - 県庁が浦和に移転し、大宮県から浦和県に改称。
- 1871年（明治4年）11月14日 (旧暦) - 浦和県・忍県・岩槻県の3県が合併して埼玉県が誕生。
- 1872年（明治5年）3月 - 大区小区制施行により、第18区-19区に所属する[20][4]。
- 1879年（明治12年） - 郡区町村編制法により足立郡の区域をもって行政区画としての北足立郡が発足。郡役所は浦和宿に設置。
- 1883年（明治16年）7月28日 - 日本鉄道（後の高崎線）が開通し、上尾停車場（後の上尾駅）が開業する[21]。

旧・上尾町時代
- 1889年（明治22年）4月1日 - 上尾宿・上尾村・上尾下村・柏座村・春日谷津村・谷津村が合併して北足立郡上尾町となる[22]。上尾町役場は氷川鍬神社西側の場所で1788年（天明8年）設立の郷学機関であった二賢堂跡[23]に初代庁舎を設置[7][24]。町名は合併宿村のひとつであった上尾宿にちなむ[25]。
- 1928年（昭和3年）4月30日 - 上尾町役場が、2023年現在の上尾市役所が位置する隔離病舎跡地に移転する[24][8][注釈 2]。
- 1943年（昭和18年）1月 - 上尾町の実行委員は平方町・大谷村・大石村に上尾町へ合併の交渉を行った[26]。結果は不調に終わった[27]。
- 1946年（昭和21年）12月12日 - 町内に存在した東洋時計（オリエント時計の前身）の労働争議に暴力団が介入。1名が死亡[28]し負傷者数発生。
- 1948年（昭和23年）
  - 2月5日 - 上尾町警察署（自治体警察）が設置される。管轄区域は上尾町である[29]（上尾町の住民投票により1951年8月29日廃止が決定）。
  - 5月1日 - 上尾農業協同組合が2023年現在の宮本町14-12[注釈 3]の場所に設立される[30]。
- 1950年（昭和25年） - 地内に「町立上尾病院」（後の上尾市立病院）が開設される[8]。
- 1951年（昭和26年 2月1日 - 上尾町役場が未明の火災で全焼する[9]。戸籍原簿、土地台帳、選挙関係書類などを一切焼失する[31]。当面の間は旧庁舎を使用。
- 1952年（昭和27年）10月 - 上尾町役場の庁舎新築工事に着手する[12]。再建にあたり、財政の問題も絡んで町民および町議会は賛成派と反対派に二分し鋭く対立したが、同年7月に再建を決定する[12]。
- 1953年（昭和28年）
  - 3月10日 - 上尾町役場の庁舎（三代目庁舎）を鉄筋二階建てで新築され（前月28日完成）、落成式が挙行される。総工費630万円。当時は県下一モダンな庁舎とされた[9][31]。なお、庁舎は年とともに手狭となったため、1966年の4代目庁舎落成までの間、庁舎の改築のほか新築や増築が幾度か行われた[9]。
  - 9月11日 - 上尾町に都市計画法が適用され、都市計画実施区域指定される[32]。

上尾町時代
- 1955年（昭和30年）
  - 1月1日 - 上尾町・平方町・原市町・大石村・上平村・大谷村が合併し、新たな上尾町となる[22][33]。庁舎は旧上尾町庁舎を使用。町名は満場一致で経済および地理的中心地であった旧上尾町から採られた[13]。同年4月15に上尾小学校分校にて合併記念祝賀式が挙行される[34]。
  - 11月22日 - 町立上尾小学校にて第一回総合文化祭が開催される（翌日まで）[35][注釈 4]。
- 1956年（昭和31年）
  - 1月1日 - 上尾町と隣接していた岩槻市の一部（馬込の一部）が蓮田町に編入され[36]、岩槻市が上尾町と隣接されなくなる。
  - 2月17日 - 埼玉県知事による上平地区（旧上平村）の桶川町（2023年現在の桶川市）へ編入の是非を問う埼玉県初[注釈 5]の住民投票（同年1月28日付けで上尾町選挙管理員会に請求）を実施。結果は桶川町への編入は否決となった[17]。
  - 4月1日 - 大字井戸木字後が分離、桶川町に編入される[37][22]。
  - 4月2日 - 桶川町大字井戸木字後の一部が桶川町から分離、上尾町に編入される[37][22]。

市制施行祝賀パレード

- 1958年（昭和33年）2月11日 - 庁舎脇に上尾文化会館が1月12日に完成し、開館式が挙行される[38]。

市制施行以降
- 1958年（昭和33年）7月15日 - 市制施行により、上尾市となる（埼玉県で19番目）[39][4][22][33]。
  - 11月23日 - 上尾小学校にて第一回市民運動会（2023年現在の上尾市民体育祭の前身）が開催される[8][40]。
- 1959年（昭和34年）10月15日 - 北足立郡伊奈村（2023年現在の北足立郡伊奈町）の編入合併が両市村間で審議され、市の臨時議会では満場一致で合併を可決したが、村の臨時村会では1票差で合併が否決され、再び不成立となった[17][41]。
- 1961年（昭和36年）12月1日 - 当市と大宮市との境界変更により、大字上野本郷の一部が大宮市に編入される[42]。
- 1962年（昭和37年）10月1日 - 上尾・原市・上平地区に有線放送が新設され（大石・大谷・平方地区は1960年9月から放送開始）、市内の有線放送網が完成、本放送を開始する。交換室は上尾農協内にあり、農村向けの農事ニュースや家庭ニュースなどを放送していた[43]。
- 1963年（昭和38年）4月1日 - 1961年度から五ヵ年計画で建設を進めていた総合公園の「上尾公園（通称プリンス公園[注釈 6]）」が開園する[40]。公園の広さは約33000平方メートルで、計画では園内は野球場（1961年度着手）、プール（1962年度着手だが中止）、テニスコート2面、バレーコート1面[注釈 7]が設けられ、川口市の青木公園に近いものであった[44][注釈 8]。
- 1964年（昭和39年）
  - 3月 - 「上尾市立病院」が閉鎖される[8]。
  - 4月29日 - 上尾電報電話局（後のNTT 上尾営業所）が去る3月31日に開設され[45]、午前0時より当市および桶川町と北足立郡伊奈村の電話が自動化された。当時の市内局番は「71」、市外局番は「0487」であった[43][注釈 9]。
- 1965年（昭和40年）8月 - 尾山台団地の建設の際に尾山台遺跡の発掘調査が行われ、縄文土器や、弥生時代から平安時代にかけての古代建物跡などの遺構が検出される。現地調査は8月6日より行われ、発掘調査は9月25日から10月15日にかけて行われた。静岡県の登呂遺跡よりも大規模な遺跡であった[46][47]。60以上纏まった建物跡の発見は全国初。また、大型重機を使用しての発掘も全国初。調査費用は日本住宅公団（後の住宅・都市整備公団、現都市再生機構）が負担したが、これも全国初の事例である[注釈 10]。また、記録保存の際にヘリコプターを使用した空撮は埼玉県では初である。
- 1966年（昭和41年）
  - 7月1日 - 市章および市歌を制定する[40]。
  - 11月9日 - 上尾市役所の旧庁舎（四代目庁舎）が竣工[注釈 11][40][48]。地上5階、地下1階で塔屋付きの鉄筋コンクリート造で、設計は桂建築事務所、施工会社は島藤建設工業（現戸田建設）で工費は2億7000万円であった[9]。
- 1967年（昭和42年）
  - 2月15日 - 日本住宅公団により尾山台遺跡の場所に尾山台団地が建設され、入居が開始される[49]。尾山台遺跡の一部が団地の敷地内に残され、全国初の「遺跡のある団地」である[50]。また、団地内に市役所尾山台出張所が開設される[51]。
  - 7月1日 - 住居表示に関する法律に基づき第三次住居表示が実施され[52]、上尾市役所の住所が大字上尾宿916番地[39]から2023年現在の本町三丁目1番1号に変更される。
  - 10月1日 - 埼玉県農業試験場の跡地に上尾運動公園が開園する。
  - 10月22日 - 埼玉国体が開催される。
  - 12月 - 埼玉国体の選手村を改修し県営しらこばと団地として入居を開始する[53]。選手村の住宅転用は、全国初の事例である[54]
- 1968年（昭和43年）
  - 1月12日 - 斉藤一布市長の市葬を挙行する[45]。
  - 2月18日 - 下里光徳氏が市長に当選する[45]。
  - 7月1日 - 上尾商工会議所が発足する[55][51]。
- 1969年（昭和44年）6月10日 - 上尾駅が橋上駅舎となる[40]。
- 1971年（昭和46年）
  - 6月 - 上尾市役所駅西口連絡所を開設する[51]。
  - 7月21日 - 上尾運動公園水泳場（さいたま水上公園）が開園する[40]。
  - 8月 - 上尾市勤労者会館が開館する[51]。
  - 9月18日 - 上尾駅に当市管理の橋として最長である宏栄橋が開通する[56][48]。
  - 12月24日 - 市制施行15周年記念事業の一環として、前年10月より着工された「上尾市福祉会館」が落成する。工費は7億8000万円であった。なお、施設の利用開始は翌年1月21日からである[57][注釈 12]。
- 1973年（昭和48年）
  - 3月13日 - 国鉄上尾駅で乗客による暴動が発生（上尾事件）[40]。
  - 11月 - 主に上尾駅にて第1回上尾祭りが開催される[58]。
- 1974年（昭和49年）
  - 1月 - 比企郡都幾川村（現ときがわ町）の堂平山に山の家やキャンプ場（堂平キャンプ場）を建設するため、土地約34265平方メートルを約1億980万円で買収する[59]。
  - 9月1日 - 土地改良により、当市と大宮市との境界変更を実施、大字西宮下の一部を大宮市別所町へ編入し、大宮市の一部を当市側へ編入する[25][60]。
- 1976年（昭和51年）5月2日 - 上尾小学校にて[8]｢スポーツ都市」を宣言。
- 1977年（昭和52年）
  - 4月1日 - 当市と川越市を結ぶ開平橋が永久橋として開通する[40]。
  - 7月 - 堂平キャンプ場を開設する[51]。
- 1978年（昭和53年）
  - 2月16日 - 下里光徳旧市長の市葬を挙行する[45]。
  - 5月5日 - 市制施行20周年記念事業として上尾丸山公園が開園する[61][40]。
  - 7月15日 - 市の木・市の花・市民の木を制定。
- 1979年（昭和54年）
  - 3月 - 市役所構内に埼玉県内初の身障者用電話ボックスを設置[51]。
  - 4月1日 - 土地改良により、当市と桶川市との境界変更を実施[62][60]。
- 1980年（昭和55年）
  - 10月 - 西貝塚環境センター（ごみ処理施設）が稼働する[63]。
  - 5月3日 - 上尾市民体育館が開館する[64]。
- 1981年（昭和56年）
  - 5月1日 - 保健センターが開館する[40][48]。
  - 6月2日 - 上尾市図書館本館が2023年現在の地に開館する[40]。
- 1982年（昭和57年）
  - 7月 - 上尾市民保養所「ばんだい上尾荘」が開館する[51]。
  - 11月1日 - 当市と大宮市との境界変更により、大字平方領領家の一部が大宮市に編入される[42][65]。
- 1983年（昭和58年）
  - 5月24日 - 上尾市コミュニティセンターが開館する[40]。市内初の市民参加方式によって建設された施設である。工事期間は1年5か月で総工費は用地費を含めて18億3900万円であった[66]。
  - 9月23日 - 上尾駅東口の再開発事業が完了[40]し「アリコベール上尾」が開業する。
  - 12月22日 - 埼玉新都市交通ニューシャトルが開通。市域内には原市駅、沼南駅が開業する。
- 1985年（昭和60年）
  - 3月15日 - 防災行政無線運用開始（当時の夕方のチャイムは「ウェストミンスターの鐘（TOA音源）」）。
  - 3月18日 - 3月定例市議会にて外国人の指紋押捺制度について、友光恒市長（当時）は時代にそぐわない制度だと押捺拒否者を国に告発しないことを表明（指紋押捺拒否運動）、全国では4番目で埼玉県では初の自治体となった[67]。
  - 5月13日 - 上平公民館が開館する[40]。
  - 8月15日 - 「非核平和都市」を宣言。
- 1986年（昭和61年）
  - 5月1日 - 平方公民館が開館する[40]。
  - 10月 - 第1回中山道あげお大綱引き祭を開催する[51]。
- 1987年（昭和62年）
  - 10月1日 - 土地改良により、当市と桶川市との境界変更を実施[68][62][60]。
  - 12月1日 - 「イコス上尾」が開館する[69]。
- 1988年（昭和63年）
  - 4月29日 - 平塚公園が開園する。
  - 5月10日 - 原市公民館、総合福祉センターが開館する。
  - 7月15日 - 上尾市民憲章を制定する。
  - 11月27日 - 第1回上尾シティマラソンが開催される。
  - 12月17日 - 北上尾駅が開業する。
- 1989年（平成元年）
  - 5月1日 - 区画整理事業により、当市と桶川市との境界変更を実施[68][62][60]。
  - 8月 - 北上尾駅汚職事件発生。駅の建設に当たり地元企業との間で賄賂が発覚し、市の現職課長が逮捕されたほか、市から大量の懲戒処分および懲戒免職者を出す[70][71]。
- 1990年（平成2年）5月 - 上尾市女性会議が発足する[51]。
- 1991年（平成3年）
  - 1月10日 - 大石公民館が開館する[40]。
  - 8月 - 第1回あげお子ども議会を開催する[51]。
  - 11月19日 - 上尾市役所の新庁舎（五代目庁舎）が竣工。
- 1992年（平成4年）6月1日 - 人口20万人を突破[40]、埼玉県で8番目の人口20万人都市となる[72]。
- 1993年（平成5年）
  - 4月1日 - 防災行政無線の夕方のチャイム「夕焼け小焼け（新音源）」放送開始。
  - 4月12日 - 大谷公民館が開館する[40]。
  - 7月26日 - 浅間台大公園にて親善大相撲上尾場所が開催される[73][51]。
  - 11月 - 上尾市役所の新庁舎の第二期工事が完了する[51]。
- 1995年（平成7年）
  - 2月28日 - 上尾駅西口のペデストリアンデッキが完成する[40]。
  - 6月 - 上尾駅〜東大宮駅間に「上尾市運行バス」を運行開始する[51]。
  - 10月 - 「人権尊重都市」を宣言。
- 1998年（平成10年）
  - 1月22日 - 西貝塚環境センター（ごみ処理施設）の建て替えが行われる[40][74]。
  - 4月 - 市制施行40周年を記念して上平公園が造成され[18]、暫定開園する[75]。5月1日に全面開園され、9月1日に上尾市民球場が開場する[40]。
  - 5月21日 - 上尾市ステートメント（キャッチフレーズ）「あなたに げんきを おくるまち」を採択する。
  - 6月 - 当市のインターネットホームページを開設する[76][51]。
  - 6月8日 - 「漆刷毛製作」が国選定保存技術に選定される[77][78]。
  - 7月 - 市制施行40周年を迎える。
  - 10月1日 - 一般公募を基に、市のイメージマーク（後の「アッピー」）を制定する[79][80]。
  - 10月3日 - 市制施行40周年記念式典を挙行する[80]。
  - 12月2日 - 上尾市内循環バス「ぐるっとくん」の運行開始[81][64]。
  - 12月25日 - 別所・西宮下土地区画整理事業の進捗に伴い大宮市との行政界変更を実施[82]。
- 1999年（平成11年）
  - 2月24日 - 一般公募を基に市のイメージマークの愛称が「アッピー」に決まる[40]。
  - 3月31日 - 上尾公園が前年9月に閉鎖され、地権者に返還される[18][83]
  - 11月5日 - 上尾丸山公園を拡張し、天文台を備えた自然学習館がオープンする。
- 2000年（平成12年）5月1日 - 児童館「アッピーランド」が開館する。
- 2001年（平成13年）
  - 7月29日 - さいたま市との合併を問う住民投票が実施され、反対多数となった。合併をめぐる住民投票は全国初である。
  - 10月 - 上尾丸山公園の自然学習館に「上尾市 2001 タイムカプセル」が設置される[51]。
  - 11月6日 - 健康プラザ「わくわくランド」が開館する[40]。
  - 11月 - 上尾駅東口・西口広場にて「あげおイルミネーション」が開催される[51]。
- 2002年（平成14年）11月 - 群馬県利根郡片品村と「災害時相互応援に関する協定」を締結[51]。
- 2003年（平成15年）
  - 9月1日 - 上尾市福祉会館の改修工事が完了し、「上尾市文化センター」と改称のうえ開館する[40]。
  - 10月 - 「上尾市子ども憲章」および「アッピー音頭」を発表[51]。
  - 11月 - 上尾伊奈斎場「つつじ苑」が開場する[63]。
- 2004年（平成16年）
  - 5月29日 - 上尾市・桶川市・北足立郡伊奈町での合併準備会が発足するも、編入か新設合併かの調整が難航し解散[84]。
  - 9月11日 - 彩の国まごころ国体が開催される。
- 2005年（平成17年）4月1日 - 複合施設「平方支所・図書館たちばな分消防署」が開所。
- 2006年（平成18年）10月7日 - 児童館「こどもの城」が開館。
- 2007年（平成19年）
  - 3月 - 上尾市民保養所「ばんだい上尾荘」が閉館される[51]。施設は格安で売却され[85]「ホテリ・アアルト」にリノベーションされた[86]。
  - 9月1日 - イメージマークの「アッピー」が着ぐるみ化される[40]。ただし色違いで2体あり、胴の長さが目立つなど、現行のデザインとは異なる。
  - 12月22日 - 複合施設「大石支所・図書館分西消防署」がオープン[40]。
- 2008年（平成20年）
  - 5月 - 群馬県藤岡市と「災害時相互応援に関する協定」を締結[51]。
  - 7月 - 市制施行50周年を迎える。
  - 9月 - 上尾市民球場にて「欽ちゃん球団招待試合」が開催される[51]。
  - 10月 - 上尾市栄誉賞を創設する[40]。
- 2011年（平成23年）
  - 1月28日 - 上尾駅周辺整備事業が完了する[40]。
  - 3月11日 - 東北地方太平洋沖地震（東日本大震災）が発生。当市でも約3万6千世帯が停電する被害が出る[40]。
- 2013年（平成25年）
  - 3月17日 - 東口ペデストリアンデッキの拡張整備事業が完了[40]。
  - 4月 - 当市の情報発信施設「あぴっと!」が中山道東側の再開発ビル内に開館する。
  - 7月 - 東保健センターが開館する[63]。
  - 7月31日 - 福島県本宮市との友好都市協定の締結を実施[40]。
- 2014年（平成26年）
  - 7月23日 - オーストラリア連邦クイーンズランド州ロッキャーバレー市との友好都市協定の締結を実施[40]。
  - 11月8日 - 「アッピー」が福島県本宮市のキャラクター「まゆみちゃん」と結婚するという設定が加わる[40][87]。自治体のキャラクター同士の結婚は全国初である[88][89]。
- 2015年（平成27年）11月5日 - 新キャラクター「あゆみ」が制定され、第42回あげお産業祭にてお披露目される。「アッピー」と「まゆみちゃん」の間に生まれた子供という設定[40]。名前は当市と本宮市から公募され、着ぐるみも製作された。自治体のキャラクターが結婚してその子どもが誕生したという設定は全国初である[89][88]。
- 2016年（平成28年）
  - 3月2日 - 「上尾の摘田・畑作用具」が国の登録有形民俗文化財に指定される[90][注釈 13]。
  - 10月1日 - 原市支所を開設する[40]。
- 2017年（平成29年）
  - 7月8日 - 当市をPRするため、志木市に所在する物流会社が保有するトラック1台に、当市のマスコット「アッピー」などがデザインされた「上尾市プリントトラック」と称すラッピングトラックの運行を開始、アリオ上尾東側駐車場にてお披露目式が催された[91][92]。なお、このトラックは2021年（令和3年）9月26日に協定が再締結され、デザインが変更されたトラックのお披露目式が市役所にて催された[93][94]。
  - 10月30日 - 島村穰市長および田中守市議会議長ら（当時）が、「入札談合等関与行為の排除及び防止並びに職員による入札等の公正を害すべき行為の処罰に関する法律」（官製談合防止法）違反で埼玉県警察上尾警察署により逮捕された[95]。埼玉県内の現職首長で逮捕された例は1998年（平成10年）の岩槻市の斎藤伝吉市長（当時）以来であり、現職首長と現職議長の同時逮捕は全国初である。
  - 11月6日 - 同日付で島村穰市長（当時）が、代理人を通じて市議会副議長宛てに辞職願を提出し、これが受理された。
  - 11月8日 - 同日付で田中守市議会議長（当時）が、代理人を通じて市議会副議長宛てに辞職願を提出し、これが受理された。また同日開催の、平成29年度上尾市議会第1回臨時会の本会議にて、11月6日付市長提出分と併せてこれが承認され、両者の公職の失職が確定した[96][97]。
  - 11月20日 - 島村穰元市長および田中守元市議会議長らが、公契約関係競売入札妨害などの罪で、さいたま地方検察庁により起訴された。また同日、同元市長および同元市議会議長らが賄賂罪の疑いで埼玉県警察により再逮捕された[98]。
  - 12月11日 - 島村穰被告が、受託収賄罪でさいたま地方検察庁により追起訴された[99]。
- 2018年（平成30年）
  - 3月1日 - 田中守被告がさいたま地方裁判所により、懲役2年6月、執行猶予4年、追徴金50万円の有罪判決を下され、これが確定した[100]。
  - 3月23日 - 島村穰被告がさいたま地方裁判所により、懲役2年6月、執行猶予4年、追徴金60万円の有罪判決を下され、これが確定した[101]。
  - 6月 - 定例市議会にて新図書館複合施設整備事業の見直しを表明[102]。
  - 7月15日 - 市制施行60周年を迎える[40]。
  - 10月6日 - 上尾市文化センターにて、市制施行60周年記念式典を挙行する[103]。
- 2019年（令和元年）6月1日 - 戸崎公園が一部開園され、パークゴルフ場が開場する[104]。
- 2021年（令和3年）12月1日 - 老朽化により2020年10月1日より閉館していた上尾市コミュニティセンター[105]がリニューアルオープンする[106]。
- 2022年（令和4年）2月27日 - 上尾運動公園水泳場（さいたま水上公園）が閉鎖される。
- 2023年（令和5年）3月25日 - 子ども・子育て支援複合施設（AGECOCO）が建設され、竣工式を挙行する（開場は翌月1日）[107][108]。

## 人口
人口は市制施行当時は37,227人であったが、地理的条件の良さを背景に相次ぐ団地の建設や、1965年の緑丘土地区画整理事業を始めとした積極的な宅地開発によって、市街地は拡大し子育て世代の若年層人口が継続して流入、1960年から1980年までに4倍へ増加し、2014年（平成26年）4月1日の22万8176人をピークに一時期減少へ転じたものの、その後は微増の傾向にある。
1970年（昭和45年）の国勢調査では人口の増加率は102.3 %を記録し、この人口の伸び率は市として全国一の規模であった。2021年（令和3年）8月1日には初めて人口23万人台に到達した。昭和後期以降に大量に流入した子育て世帯の若年層世帯がここに来て一斉に高齢化、人口に占める世帯数及び高齢者の割合が増加の傾向にあり、核家族化及び住民の高齢化が埼玉県内平均よりもこの傾向が強い。また、人口に占める外国人の割合も増加の傾向にある。
| |                                        |  |
| 上尾市と全国の年齢別人口分布（2005年） | 上尾市の年齢・男女別人口分布（2005年） |  |
| ■紫色 ― 上尾市 ■緑色 ― 日本全国 | ■青色 ― 男性 ■赤色 ― 女性              |  |
| 上尾市（に相当する地域）の人口の推移 \| 1970年（昭和45年） \| 110,792人 \| \| \| 1975年（昭和50年） \| 146,358人 \| \| \| 1980年（昭和55年） \| 166,243人 \| \| \| 1985年（昭和60年） \| 178,587人 \| \| \| 1990年（平成2年） \| 194,947人 \| \| \| 1995年（平成7年） \| 206,090人 \| \| \| 2000年（平成12年） \| 212,947人 \| \| \| 2005年（平成17年） \| 220,232人 \| \| \| 2010年（平成22年） \| 223,882人 \| \| \| 2015年（平成27年） \| 225,196人 \| \| \| 2020年（令和2年） \| 226,940人 \| \| |                                        |  |
| 総務省統計局 国勢調査より |                                        |  |
| 1970年（昭和45年） | 110,792人                              |  |
| 1975年（昭和50年） | 146,358人                              |  |
| 1980年（昭和55年） | 166,243人                              |  |
| 1985年（昭和60年） | 178,587人                              |  |
| 1990年（平成2年） | 194,947人                              |  |
| 1995年（平成7年） | 206,090人                              |  |
| 2000年（平成12年） | 212,947人                              |  |
| 2005年（平成17年） | 220,232人                              |  |
| 2010年（平成22年） | 223,882人                              |  |
| 2015年（平成27年） | 225,196人                              |  |
| 2020年（令和2年） | 226,940人                              |  |

### 人口動態概要
2024年現在約22.8万人となっている。1950年(昭和25年)時点での上尾市の人口は3.3万人程であったが、1969年には10万人、1976年には15万人、1992年には20万人を上回った。20万人を超えてからは人口増加は緩やかになり、2005年以降は2024年現在に至るまで長らく22万人台で推移している。
| 実施年 | 上尾市人口(人) | 上尾市増加数(人) | 上尾市増加率(%) | 国内増加率(%) |
| ------ | -------------- | ---------------- | --------------- | ------------- |
| 1950年 | 32,613         | -                | -               | -             |
| 1955年 | 35,395         | 2,782            | 8.5             | 7.3           |
| 1960年 | 38,889         | 3,494            | 9.9             | 4.6           |
| 1965年 | 54,776         | 15,887           | 40.9            | 5.2           |
| 1970年 | 110,792        | 56,016           | 102.3           | 5.5           |
| 1975年 | 146,358        | 35,566           | 32.1            | 7.9           |
| 1980年 | 166,243        | 19,885           | 13.6            | 4.6           |
| 1985年 | 178,587        | 12,344           | 7.4             | 3.4           |
| 1990年 | 194,947        | 16,360           | 9.2             | 2.1           |
| 1995年 | 206,090        | 11,143           | 5.7             | 1.6           |
| 2000年 | 212,947        | 6,857            | 3.3             | 1.1           |
| 2005年 | 220,232        | 7,285            | 3.4             | 0.7           |
| 2010年 | 223,882        | 3,650            | 1.7             | 0.2           |
| 2015年 | 225,196        | 1,314            | 0.6             | 0.8           |
| 2020年 | 226,940        | 1,744            | 0.8             | 0.8           |

## 行政
- 市長：畠山稔（2017年12月17日就任、2期目）

### 歴代市長
『広報あげお』より
| 代   | 氏名               | 就任日         | 退任日        | 備考                                                                           |
| ---- | ------------------ | -------------- | ------------- | ------------------------------------------------------------------------------ |
| 初代 | 下里金太郎         | 1955年2月13日  | 1963年2月12日 | 1955年合併により成立した上尾町長。1958年市制施行により市長。                   |
| 2代  | 斎藤一布           | 1963年2月13日  | 1968年1月2日  | 当市では初で埼玉県内では4人目の革新系市長。2期目在任中に死去。                 |
| 3代  | 下里光徳（金太郎） | 1968年2月18日  | 1972年2月17日 |                                                                                |
| 4代  | 友光恒             | 1972年2月18日  | 1988年2月17日 | 当市では2人目の革新系市長。埼玉県内で大宮市や草加市に次ぐ3番目の社共統一市長。 |
| 5代  | 荒井松司           | 1988年2月18日  | 1996年2月17日 |                                                                                |
| 6代  | 新井弘治           | 1996年2月18日  | 2008年2月17日 |                                                                                |
| 7代  | 島村穰             | 2008年2月18日  | 2017年11月8日 | 2017年10月30日に逮捕され11月8日付で辞職。市長職務代理者に遠藤次郎が就任。      |
| 8代  | 畠山稔             | 2017年12月17日 | 現職          |                                                                                |

### 国の行政機関
- 国税庁 関東信越国税局 上尾税務署
- 法務省 さいたま地方法務局 上尾出張所

※裁判はさいたま地方裁判所の管轄となっている。

### 県の行政機関
- 埼玉県警察
  - 交通部交通指導課放置駐車対策センター（上尾分庁舎）
  - 上尾警察署
- 県央地域振興センター（上尾地方庁舎）
- 上尾県税事務所（上尾地方庁舎）

### 広域行政機関
- 上尾桶川伊奈衛生組合（当市・桶川市・北足立郡伊奈町）

### 市の行政機関
- 上尾市消防本部

## 議会

### 埼玉県議会
- 選挙区：南13区上尾市・伊奈町選挙区
- 定数：3人
- 任期：2023年4月30日 - 2027年4月29日
- 当日有権者数：227,669人
- 投票率：35.85％

| 候補者名   | 当落 | 年齢 | 所属党派   | 新旧別 | 得票数   |
| ---------- | ---- | ---- | ---------- | ------ | -------- |
| 尾花瑛仁   | 当   | 39   | 自由民主党 | 新     | 21,964票 |
| 町田皇介   | 当   | 43   | 立憲民主党 | 現     | 21,174票 |
| 戸野部直乃 | 当   | 49   | 公明党     | 新     | 20,176票 |
| 秋山もえ   | 落   | 47   | 日本共産党 | 現     | 16,994票 |

### 衆議院
- 選挙区：埼玉6区（鴻巣市、上尾市、桶川市、北本市）
- 任期：2024年10月27日 - 2028年10月26日
- 当日有権者数：412,325人
- 投票率：51.54％

| 当落 | 候補者名   | 年齢 | 所属党派     | 新旧別 | 得票数    | 重複 |
| ---- | ---------- | ---- | ------------ | ------ | --------- | ---- |
| 当   | 大島敦     | 67   | 立憲民主党   | 前     | 104,836票 | ○    |
|      | 中根一幸   | 55   | 無所属       | 前     | 50,425票  |      |
|      | 秋山もえ   | 48   | 日本共産党   | 新     | 24,735票  |      |
|      | 細谷美恵子 | 64   | 日本維新の会 | 新     | 24,341票  | ○    |

## 経済

### 事業所
2021年（令和3年）現在の経済センサス調査による上尾市の事業所数と従業員数は以下の通りである。
| 経営組織 | 事業所数    | 従業員数 |
| -------- | ----------- | -------- |
| 総数     | 6,151事業所 | 72,647人 |
| 民営     | 6,043事業所 | 67,522人 |

### 産業

#### 主な産業
- UDトラックス本社・上尾工場（壱丁目）
- 三井金属鉱業銅箔事業部 上尾事業所（二ツ宮）
- 日本信号上尾工場（平塚）
- ブリヂストンサイクル本社・上尾工場（中妻）
- サイサンガスワンパーク上尾（平方領々家）
- フコク本社・上尾工場（菅谷）

#### 本社
- アイチコーポレーション（領家、上尾領家工業団地内）
- ブリヂストンサイクル（中妻）
- ベルーナ（宮本町）
  - オージオ（仲町）（ベルーナの子会社）
- ニチネン（領家、上尾領家工業団地内）
- 富士住建（原市）
- フコク（菅谷）
- 丸一（領家、上尾領家工業団地内）
- まるたけ（上野）
- ユー・エム・シー・エレクトロニクス（瓦葺）
- UDトラックス（壱丁目）

### 商業施設
- 上尾ショーサンプラザ（イトーヨーカドー上尾駅前店）（谷津）
- アリコベール（丸広百貨店上尾店など）（宮本町）
- PAPA上尾ショッピングアヴェニュー（緑丘）
- アリオ上尾（壱丁目）
- イオンモール上尾（愛宕）

### 金融機関
- 埼玉りそな銀行
  - 上尾支店
  - 上尾西口支店
- 武蔵野銀行
  - 上尾支店
  - 西上尾支店
- 埼玉縣信用金庫
  - 上尾支店
  - 上尾西支店
  - 上尾柏座支店
  - 原市支店
- 青木信用金庫上尾支店
- 川口信用金庫上尾支店
- 群馬銀行上尾支店
- 大光銀行上尾支店
- 東和銀行上尾支店
- みずほ銀行上尾支店
- 三菱UFJ銀行上尾支店
- 中央労働金庫上尾支店

### 組合企業
- さいたま農業協同組合（旧上尾市農業協同組合）
- 生活協同組合コープみらい

## 姉妹都市・提携都市

### 国内
- 本宮市（福島県）
  - 2013年7月31日、友好都市協定締結[126]

### 国外
- 杭州市（中華人民共和国）
  - 2004年3月26日、友好都市提携
- ロッキャーバレー（英語版）（オーストラリア）
  - 2014年7月、友好都市提携

## 地域

### 町域
当市の町域は昭和の大合併前の町村ごとに地区が分けられているが、一部の地域では住居表示に伴う地番整理などもあり、完全には一致しない。

#### 消滅した大字・町丁
| 消滅前の大字・町丁 | 誕生年月日 | 消滅年月日    | 現在の大字・町丁                               | 備考                                         |
| ------------------ | ---------- | ------------- | ---------------------------------------------- | -------------------------------------------- |
| 沖ノ上             | 江戸時代   | 2016年9月17日 | 浅間台、原新町、中妻、井戸木、小泉、泉台、春日 | 『統計あげお』に面積0.0071 km2の記載がある。 |

### 病院
- 医療法人社団愛友会 上尾中央総合病院
- 医療法人社団愛友会 上尾中央第二病院
- 医療法人藤仁会 藤村病院

### 住宅団地
- 上尾根貝戸団地（本町）
- 上尾東団地（本町）
- 西上尾第一団地（小敷谷）
- 西上尾第二団地（小敷谷）
- 上尾シラコバト住宅（上）
- 上尾東町住宅（東町）
- 上尾二ツ宮前住宅（二ツ宮）
- 上尾丸山住宅（平方）
- 原市団地（原市）
- 尾山台団地（瓦葺）

### 教育

#### 幼稚園
- 上尾市立平方幼稚園

#### 小学校
- 上尾市立上尾小学校
- 上尾市立東町小学校
- 上尾市立今泉小学校
- 上尾市立大石小学校
- 上尾市立大石北小学校
- 上尾市立大石南小学校
- 上尾市立大谷小学校
- 上尾市立尾山台小学校
- 上尾市立上平小学校
- 上尾市立上平北小学校
- 上尾市立鴨川小学校
- 上尾市立瓦葺小学校
- 上尾市立芝川小学校
- 上尾市立中央小学校
- 上尾市立西小学校
- 上尾市立原市小学校
- 上尾市立原市南小学校
- 上尾市立東小学校
- 上尾市立平方小学校
- 上尾市立平方北小学校
- 上尾市立平方東小学校
- 上尾市立富士見小学校

#### 中学校
- 上尾市立上尾中学校
- 上尾市立大石中学校
- 上尾市立大石南中学校
- 上尾市立大谷中学校
- 上尾市立上平中学校
- 上尾市立瓦葺中学校
- 上尾市立太平中学校
- 上尾市立西中学校
- 上尾市立原市中学校
- 上尾市立東中学校
  - 上尾市立東中学校向原分校
- 上尾市立南中学校

#### 高等学校
- 埼玉県立上尾高等学校
- 埼玉県立上尾鷹の台高等学校
- 埼玉県立上尾橘高等学校
- 埼玉県立上尾南高等学校
- 秀明英光高等学校

#### 専門学校
- 医療法人社団愛友会 上尾中央看護専門学校
- 学校法人康学舎 上尾中央医療専門学校
- 学校法人葵学園 埼玉医療福祉専門学校
- 上尾市医師会 上尾看護専門学校

#### 大学

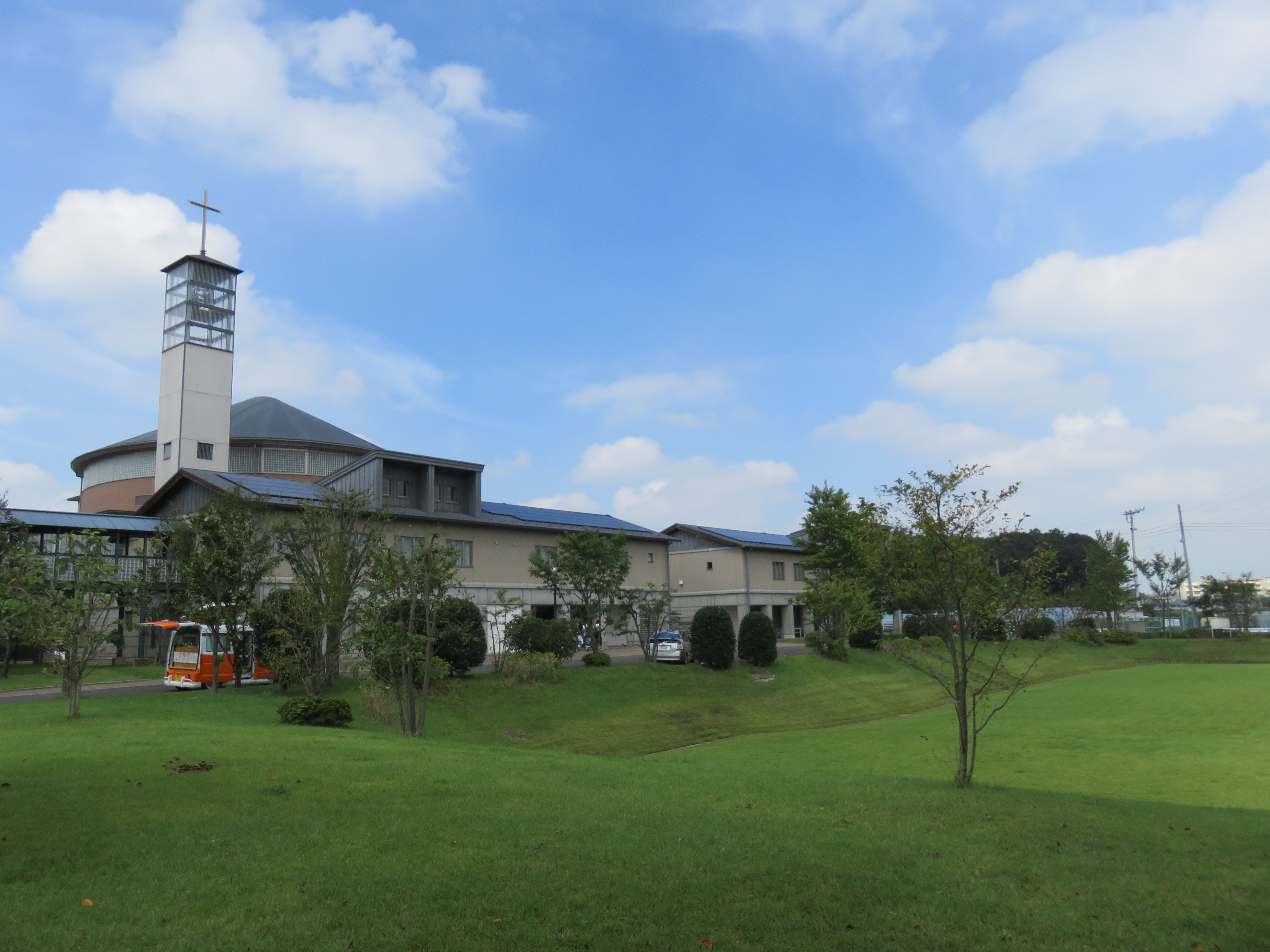
聖学院大学

- 聖学院大学

#### 特別支援学校
- 埼玉県立上尾特別支援学校
- 埼玉県立上尾かしの木特別支援学校

#### 学校教育以外の施設

##### 職業訓練施設
- 埼玉県立中央高等技術専門校（職業能力開発促進法に基づく職業能力開発校）

##### 社会教育
- 公民館（上尾・平方・原市・大石・大谷・上平・川・今泉・愛宕・畔吉）
- 本町自治会館
- 上尾市図書館（上町）
- 自然学習館（畔吉）
  - 上尾天文台
- 子ども・子育て支援複合施設（AGECOCO）（壱丁目東）
- 市立児童館「アッピーランド」（本町）
- 市立児童館「こどもの城」（今泉）
- 市青少年センター（上町）
- 市教育センター（上町）

### 施設

#### 文化施設

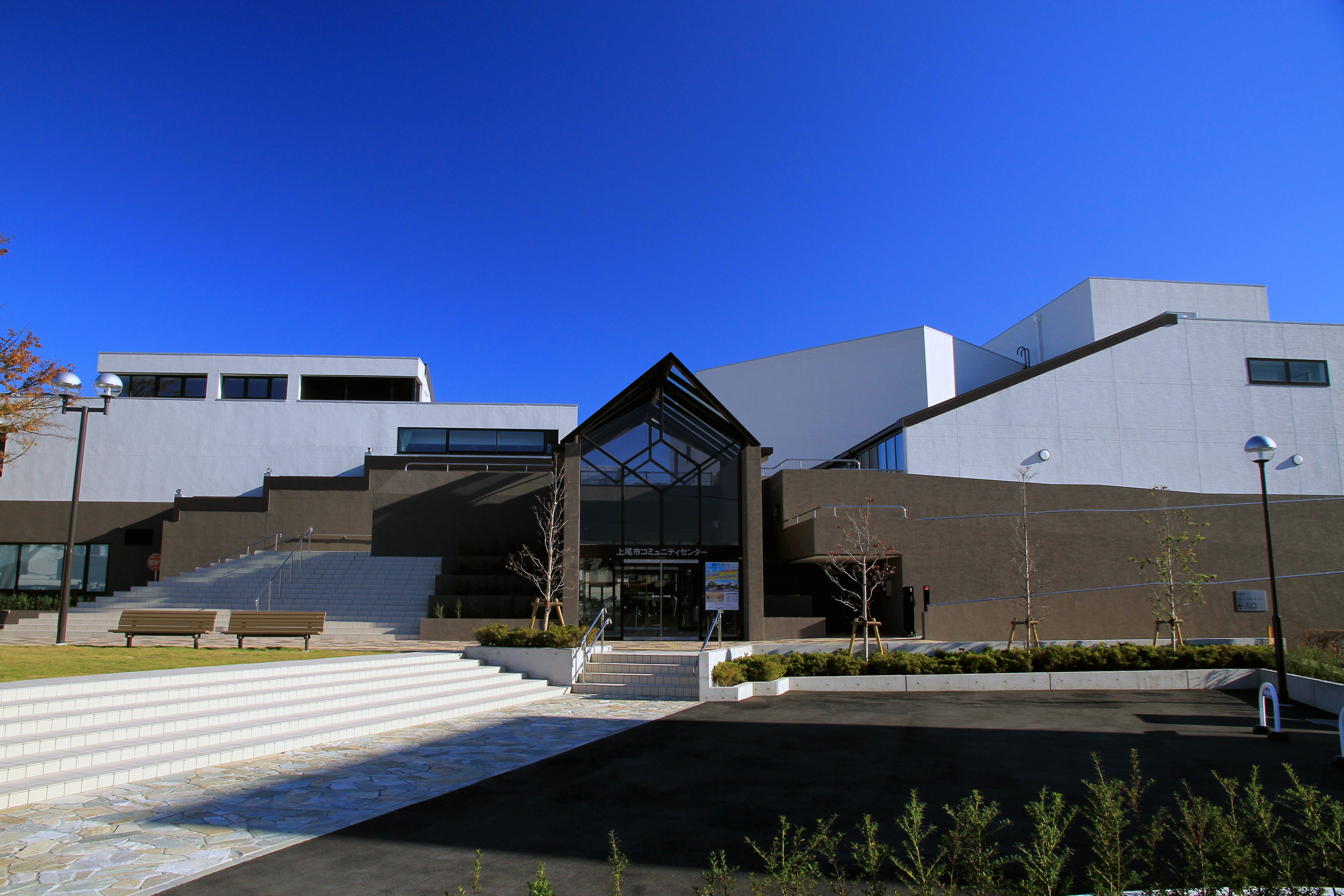
上尾市コミュニティーセンター

市内には県営等も含め、近隣自治体で見られる民俗資料館や郷土博物館といった文化施設は存在しない。また、古民家などを文化財として保存を推進するような動きも見られない。
- 上尾市文化センター（旧称：上尾市福祉会館）（二ツ宮）
- 上尾市コミュニティセンター（柏座）
- イコス上尾（平塚） - 上記コミュニティーセンターと類似の施設。
- 上尾市ギャラリー - 市役所ギャラリーと市民ギャラリー（アリコベール上尾サロン館内）がある。市民が個展などをする際の展示スペース。

#### 運動施設
- 上尾運動公園（清新国体開催時に整備）
  - さいたま水上公園（フィッシング・卓球場・パターゴルフ） - 正式名称上尾運動公園水泳場。
- 埼玉県立スポーツ総合センター（彩の国まごころ国体時に整備）
- 埼玉県立武道館（彩の国まごころ国体時に整備） - 埼玉県内唯一の武道館
- 埼玉アイスアリーナ（スケート場） - 埼玉県内唯一の通年型スケート場
- 上尾市民体育館
- 上尾市健康プラザわくわくランド（温水プール・トレーニングジム[127]）
- 上平公園（上尾市民球場・テニスコート） - 総合公園
- 平塚公園（テニスコート） - 地区公園
- 平塚サッカー場
- 平方スポーツ広場（野球･ソフトボール･サッカー場）
- 平方野球場
- 浅間台大公園運動広場（グラウンド） - 近隣公園
- 中分スポーツ公園（グラウンド）
- 戸崎公園（パークゴルフ場） - 2019年6月1日開園[128][129]。

#### 都市公園
市内には多くの街区公園が整備されているが地域により偏りがあり、その多くは市制施行後の区画整理事業の際に設置されたため、中山道沿いの古くからある住宅密集地では公園の整備が遅れている。市民一人当たりの公園面積も都市公園法の基準（6.00 m2/人）を満たしていない。
- 上尾丸山公園 - 総合公園
- 大宮花の丘農林公苑 - さいたま市管理の農業公園。さいたま市西区と当市に跨る。
- 下芝水辺公園 - 丸山公園管理事務所の管轄
- 鴨川中央公園 - 近隣公園
- 浅間台大公園 - 近隣公園
- ゆりが丘公園 - 近隣公園
- 小泉氷川山公園 - 近隣公園
- 富士見親水公園 - 河川公園
- 鴨川緑道 - 都市緑地

この他に2021年3月現在、街区公園が123箇所ある。また、都市公園法で定める告示がされていないその他公園が39箇所ある。

#### 保存緑地

藤波・中分ふるさとの緑の景観地

- 藤波・中分ふるさとの緑の景観地[61][132]
- 原市ふるさとの緑の景観地

#### 福祉・厚生
- 埼玉県総合リハビリテーションセンター
- 埼玉県中央児童相談所
- 埼玉県立埼玉学園（児童自立支援施設）

#### 清掃・衛生
- 西貝塚環境センター
- 上尾伊奈斎場つつじ苑
当市が設置する北足立郡伊奈町との広域斎場。（指定管理者は上尾市地域振興公社）

### スポーツチーム
- 埼玉上尾メディックス（SV.LEAGUE WOMEN所属）

### 電話番号
市外局番は市内全域「048」。市内局番が「6XX」「7XX」「8XX」の地域との通話は市内通話料金で利用可能（浦和MA）。収容局は上尾局、新平方局、桶川局、埼玉加納局、上尾伊奈局。「7xx」から始まる市内局番は上尾市と同じNTT東日本上尾営業所（旧電報電話局）管内に属する桶川市、北足立郡伊奈町のほか、蓮田市、さいたま市岩槻区、春日部市で使用されている。

## 交通

### 鉄道路線
- 東日本旅客鉄道（JR東日本）
  - ■高崎線
    - 上尾駅 - 北上尾駅
- 埼玉新都市交通
  -  伊奈線（ニューシャトル）
    - 原市駅 - 沼南駅

これ以外にも駅は無いがJR東北本線（宇都宮線）東大宮駅 - 蓮田駅間に当市を経由する区間が存在する。特に東大宮駅は当市に近く、当市の一部の地域は東大宮駅が最寄駅である。当市では他に桶川駅、宮原駅、日進駅、指扇駅、丸山駅等が最寄駅となる地域が存在する。
また、東北新幹線が大宮駅 - 小山駅間で、上越新幹線が大宮駅 - 熊谷駅間で、それぞれ前述の埼玉新都市交通伊奈線と並走する形で市内を通過している。

### バス
- 東武バスウエスト
- 朝日自動車
- 丸建つばさ交通
  - けんちゃんバス
- 上尾市内循環バスぐるっとくん
  - 東武バスウエスト
  - 協同観光バス
  - 朝日自動車
- 国際興業（深夜中距離バス「ミッドナイトアロー：大宮〜鴻巣線」上尾駅東口、北上尾駅入口に停車）
- 京浜急行バス（上尾駅・桶川駅〜羽田空港線）

### タクシー
タクシーの営業区域は県南中央交通圏で、川口市・さいたま市・鴻巣市・戸田市などと同じエリアとなっている。

### 隣接市町村への連絡
- さいたま市：高崎線（上野東京ライン）上野・（湘南新宿ライン）新宿方面行きで宮原駅へ、または埼玉新都市交通伊奈線大宮行きで吉野原駅下車。
- 桶川市：高崎線高崎方面行きで桶川駅下車。
- 伊奈町：埼玉新都市交通伊奈線内宿方面行き利用。また、丸建つばさ交通（けんちゃんバス）や朝日自動車の路線も伊奈町方面へ複数路線運行されている。
- 川越市：東武バスウエスト川越06系統を利用。
- 蓮田市[注釈 16]や比企郡川島町を直接結ぶ公共交通機関は存在しない。なお、蓮田市へは上尾駅 - 蓮田駅間を結ぶバス路線が設定されているが、途中北足立郡伊奈町を経由する。
- 埼玉県庁（浦和駅）への連絡
  - 高崎線（上野東京ライン）上野・（湘南新宿ライン）新宿方面行きで約15分。

### 道路
高速道路
- 新大宮上尾道路（事業中）
  - 上尾北出入口（仮称） - 上尾南出入口（仮称）

一般国道
- 国道16号（東大宮バイパス）
- 国道17号（中山道） - 旧中山道との兼ね合いや、国道17号大宮バイパスとして整備された経緯から、旧大宮市から鴻巣市（旧吹上町を除く）にかけての地域では「17号」と呼ぶのが一般的である。
- 国道17号（上尾道路） - 上尾市内の区間は2016年4月29日に全線開通した。

県道
- 主要地方道
  - 埼玉県道3号さいたま栗橋線
  - 埼玉県道5号さいたま菖蒲線（第二産業道路）
  - 埼玉県道35号川口上尾線（産業道路）
  - 埼玉県道51号川越上尾線
  - 埼玉県道57号さいたま鴻巣線
  - 埼玉県道87号上尾久喜線

- 一般県道
  - 埼玉県道133号上尾停車場線
  - 埼玉県道150号上尾蓮田線
  - 埼玉県道164号鴻巣桶川さいたま線（旧中山道）
  - 埼玉県道165号大谷本郷さいたま線
  - 埼玉県道216号上野さいたま線（松山街道）
  - 埼玉県道323号上尾環状線

道路愛称
当市では、市内の基幹となる主要道路に愛称をつけている。国道と旧「中山道」のほか、既に定着した「産業道路」「第二産業道路」などはそのままとした。愛称の対象は2車線以上で、歩道と車道が分離された人に優しい道路となっている。おおむね旧中山道を起点として、東西に伸びる道路を基準に名称がついている。
- 東西道路（北から）
  - BS通り（旧中山道西側：小泉交差点 - 県道323号 - 泉台1丁目交差点 - 中妻4丁目交差点 - 中妻3丁目交差点 - 久保西交差点）※BS=ブリヂズトン
  - べにばな通り（旧中山道東側：久保西交差点 - 県道87号 - 菅谷地内）
  - はなみずき通り（旧中山道貫通：夕日通り交点 - 春日交差点 - 中山道交点 - 平塚北交差点）※平塚北で県道5号と交差
  - 市民体育館通り（上尾駅西口 - 並木通り交点 - 夕日通り交点）
  - 市役所通り（上尾駅東口 - 県道133号 - 県道150号 - 二ツ宮地内）
  - ニッサン通り（旧中山道西側：県道51号 - 「秋葉通り」交点- 中山道交点）※「ニッサン」の名称は、沿道に本社のある日産ディーゼル工業（現：UDトラックス）に由来
  - 水上公園通り（旧中山道東側：中山道交点 - がんセンター入口交差点）

- 南北道路（東から）
  - 並木通り（桶川市境 - 中妻3丁目交差点 - はなみずき通り交点 - 市民体育館交点）
  - 浅間通り（井戸木地内 - 中妻4丁目交差点 - はなみずき通り交点）
  - 泉が丘通り（桶川市境 - 泉台1丁目交差点 - はなみずき通り交点）
  - 夕日通り（小泉交差点 - 県道323号 - はなみずき通り交点 - 市民体育館通り交点 - 秋葉通り）※「秋葉通り」はニッサン通りと交差

## 観光・祭事・旧跡
- 藤波の餅つき踊り（元日）

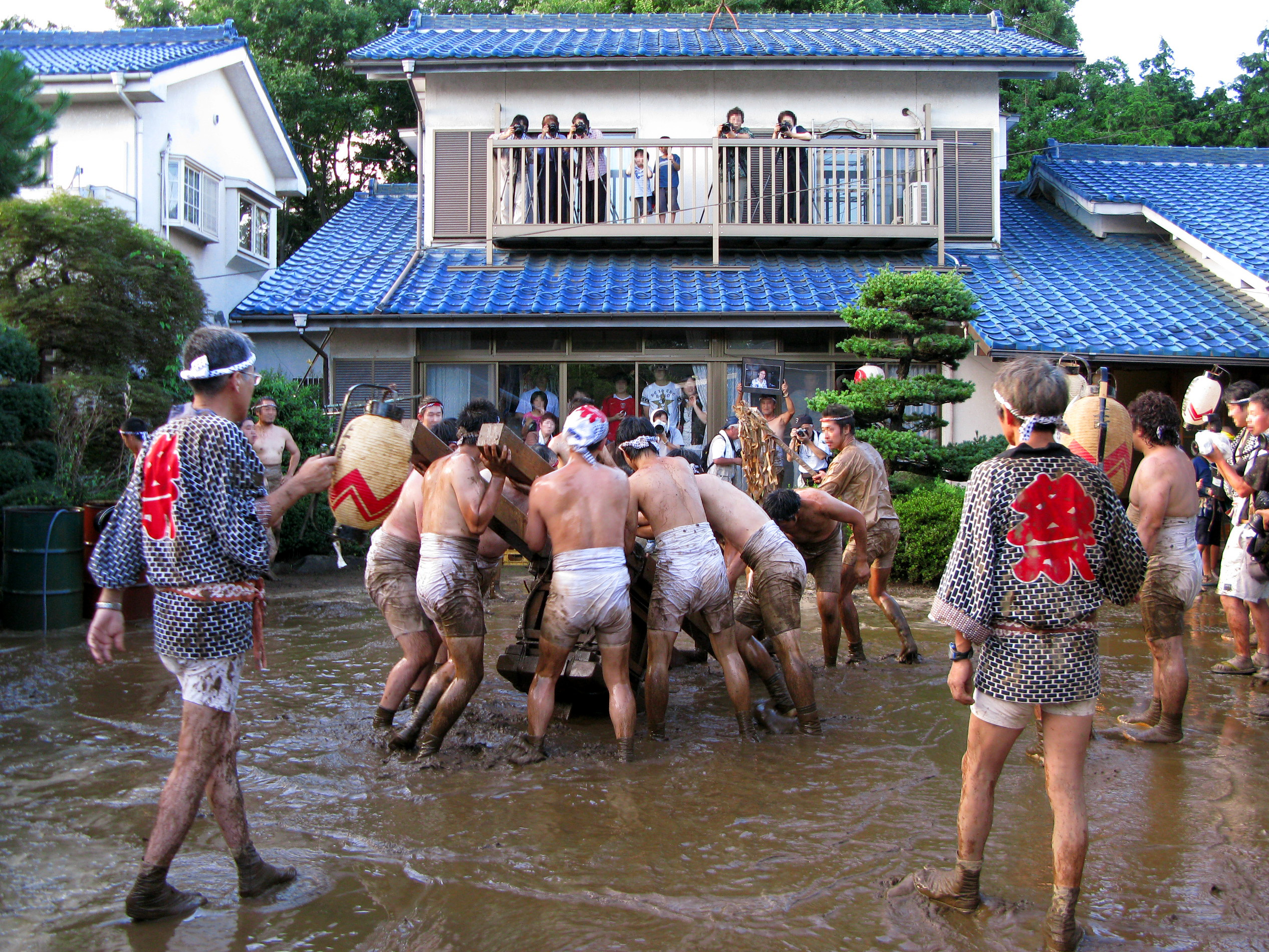
平方のどろいんきょ

- 上尾さくらまつり（3月-4月） - 上尾丸山公園で行われる。
- 畔吉の万作踊り（4月）
- あげお花しょうぶ祭り（6月） - 上尾丸山公園で行われる。
- あげお夏祭り（7月） - 上尾駅東口およびその周辺の中山道で行われる夏祭り。その前身は毎年7月15日に行われた氷川鍬神社の例大祭・祇園祭。
- 原市五町夏祭り（7月） - 原市地区の原市大通り（埼玉県道5号さいたま菖蒲線旧道）で行われる祭事。
- どろいんきょ（7月） - 八枝神社および平方地区で行われる奇祭で、埼玉県の選択無形民俗文化財に選択されている。
- 堤崎の祭りばやし（7月）
- あげお花火大会（8月） - 荒川河川敷で開催される。
- ささら獅子舞（10月） - 畔吉地区および藤波地区で行われる。
- あげお産業祭（11月） - 上尾市民体育館、ゆりが丘公園で行われる。
- あげおイルミネーション（11月 - 翌年1月） - 冬季に上尾・北上尾両駅前で行われる。
- 上尾シティマラソン（11月）
- 榎本牧場 - 『義経』のオープニングで滝沢秀明が馬で走るシーンはここで撮影された。
- 原市沼の古代蓮（6月 - 8月）
- 氷川鍬神社[134]
- 馬蹄寺
- 少林寺
- 十連寺 - 柴田康忠・柴田康長の墓所
- 相頓寺
- 放光寺
- 戸崎の浅間塚 - 富士塚
- 小塚浅間塚 - 富士塚
- 殿山古墳 - 市内で唯一現存する古墳[135]
- アッピー（当市のマスコットキャラクター）
  - あゆみ[89] - 当市と本宮市の共通キャラクター。「アッピー」と「まゆみちゃん」の間に誕生したという設定。
  - まゆみちゃん - 本宮市のマスコットキャラクターだが、当市の公式発行物やホームページ等に「アッピー」や「あゆみ」と共に頻繁に登場する。
- 上尾音頭
- アッピー音頭

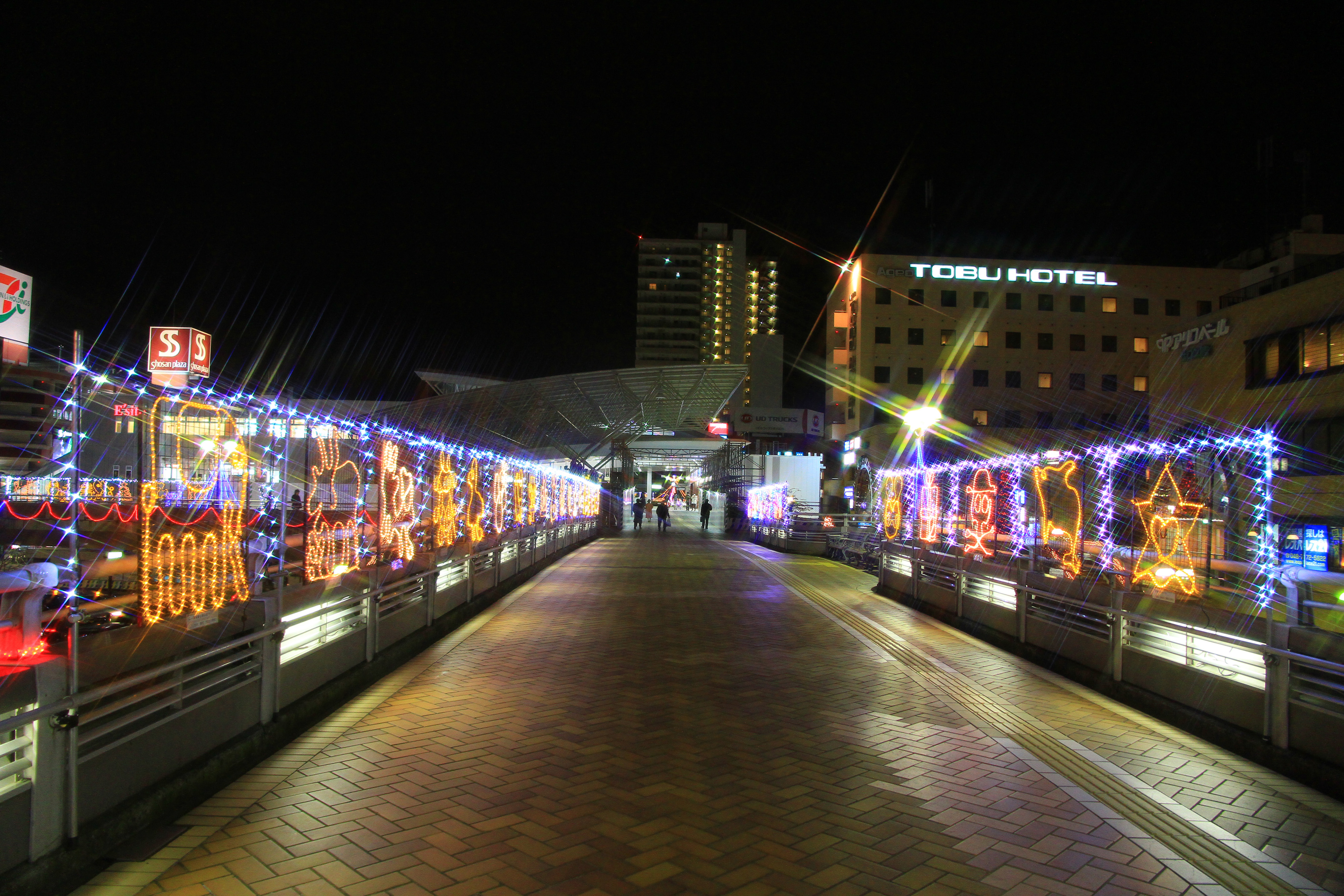
あげおイルミネーション（上尾駅）
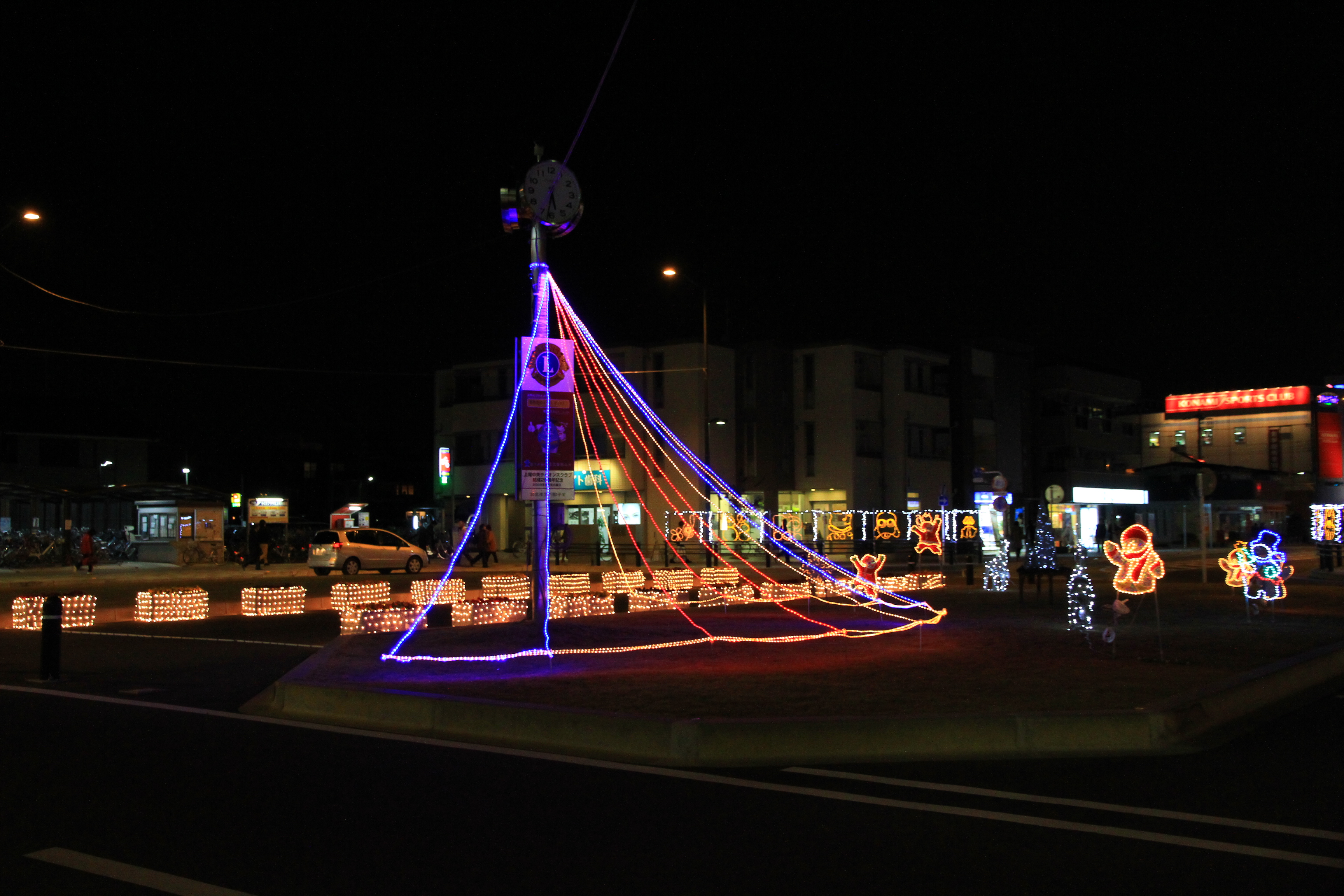
あげおイルミネーション（北上尾駅）

## 出身有名人
- 桜井のりお（漫画家）
- 的場浩司（俳優）
- 高橋里華（元タレント）
- 羽鳥慎一（フリーアナウンサー、元日本テレビアナウンサー）
- 荒木真理子 （気象予報士、元ミヤギテレビアナウンサー）
- 寺島淳司（元日本テレビアナウンサー）
- 山崎裕之（元プロ野球選手、プロ野球解説者）
- 加藤順大（プロサッカー選手）
- 大島翼（元プロサッカー選手）
- 今泉幸広（元サッカー指導者）
- 石川友紀（元バレーボール選手）
- 市井舞（元女子プロレスラー）
- 高橋理奈（タレント）
- 柳家甚語楼 (3代目)（落語家）
- 長井淳子（柔道選手）
- 長谷川暢（バスケットボール選手）
- 藤本梨恵（オートレーサー、元女子プロボクサー）
- 河野丈洋（ミュージシャン・GOING UNDER GROUNDの元メンバー・元リーダー）
- 金井恒太（将棋棋士）
- 今井りか（ファッションモデル・タレント・女優）
- 有末麻祐子（ファッションモデル）
- 中山うり（シンガーソングライター、アコーディオン奏者）
- 谷田部俊（我が家、お笑い芸人）
- 杉山裕之（我が家、お笑い芸人）
- 岩井勇気（ハライチ、お笑い芸人）
- 澤部佑（ハライチ、お笑い芸人）
- 太嘉文 (プロレスラー、原市出身)
- アントニオ小猪木（西口プロレス、お笑い芸人）
- 中野さいま（声優）
- Yukiyoshi（作曲家）[136]
- ウエスP（お笑い芸人）[137]

## ゆかりのある人物
- 今野登茂子（ミュージシャン・元プリンセスプリンセス） - 出身はさいたま市（旧浦和市）だが上平中学校、上尾高等学校卒業、当市在住であった。
- 渡辺敦子（ミュージシャン・元プリンセスプリンセス） - 出身は熊本県だが、小学生時代に当市在住だった。
- 折茂武彦（バスケットボール選手） - さいたま市生まれ、小4より高校まで当市在住
- いのの（漫画家・イラストレーター） - 出身は長野県松本市。当市在住
- 山瀬まみ（タレント） - 出身は東京都だが、当市で育つ
- 佐藤栞里（ファッションモデル） - 新潟県出身
- 百武公親（自由民主党衆議院議員） - 埼玉県所沢市出身

## 当市が舞台の作品
- 子供学級（漫画）
- みつどもえ（漫画）
- 百万円と苦虫女（映画ロケ地）
- 孤独のグルメ Season7 第1話「埼玉県上尾市本町の肩ロースカツ定食」（ドラマロケ地）

## その他
- 休日開庁については、かつて土曜日及び日曜日の開庁となっていたが、東日本大震災後の電力不足並びに需要、経費削減、職員数及びその処遇の低下から、2023年現在は土曜日のみの開庁となっている。ただし、祝日に該当しても開庁するが、年末年始及びシステムメンテナンスの日は開庁しない。また、開庁対象は、本庁舎の住民対応部局及び一部の出張所に限定され、取扱い業務も専門職又は他機関との連携を要する特殊なものを除く、一般的なものに限定されている[138]。